# Aruá (monde jezik)
Aruá jezik (ISO 639-3: arx), jezik Aruá Indijanaca kojim govori 12 ljudi (1990 YWAM) od 40 etničkih (2000 C. Jensen) na području zapadnobrazilske države Rondônia uz rijeke Branco i Guaporé. 
Pripada jezičnoj porodici Monde, velika tupijska porodica. Dijalekt: Aruáshi (Aruachi).

## Vanjske poveznice
- Ethnologue (14th)
- Ethnologue (15th)